# Kádár vitéz
Kádár vitéz, vagy Kádár István (? – Berettyóújfalu, 1658. szeptember 23.), magyar katonatiszt, akit az Erdélyt és Kelet-Magyarországot dúló tatár seregekkel szembeni önfeláldozása a görög Leonidaszhoz hasonló népi hőssé tett.[forrás?]
Kádár Mihályt és fiát, Istvánt II. Rákóczi György erdélyi fejedelem rendelte a törökdúlás idején a borosjenői végvár védelmére. Mindketten helytálltak, és 1651. február 16-án a fejedelem Gyulafehérvárott címeres nemesi levelet adományozott nekik a „borosjenői” előnévvel. A legenda szerint az apa egyetlen kardcsapással szelte le egy török pasa karját. A családi címerben ezért szerepel egy vállban levágott, kardot tartó kar. A nemesi levél már strenuus, azaz vitéz néven említi őket, ami azt jelzi, hogy már korábban kiváltságos helyzetűek voltak.

## Az összecsapás
1658. szeptember 20-án a fejedelem a Berettyó hídjához, Berettyóújfalu közelébe rendelte Kádár Istvánt és csapatát, hogy a Nagyvárad felől közeledő tatár csapat ne juthasson át a folyón. Kétszáz emberével Kádár vitéz napokig védekezett a tízszeres túlerő ellen a malomgáton. Nem kaptak felmentést, a tatárok távolabb átkeltek a folyón, és bekerítették a védőket. Kádár Istvánt a fején találta két nyílvessző, és a hagyomány szerint a lova egészen Bakonszeg határáig, a kórógypusztai hármas kunhalomig vitte.
A borosjenői várba húzódottakat, köztük a hadirokkant Kádár Mihályt, Kádár István feleségét és György fiát a tatárok elől az ecsedi várba menekítették.

## Az irodalomban
Ködi Farkas János már 1658-ban versbe szedte a Kádár vitéz énekét. A vitézi sirató folklorizálódott és meglepően kis változásokkal még a 20. században is énekelték a magyar nyelvterület egymástól nagy távolságokra fekvő vidékein is: Bukovinában, Kászonban, Csíkban és Somogyban.
Alakja népszerű volt a ponyvairodalomban is: csak Debrecenben már a 18. században 3000 példányban jelent meg a Kádár vitéz históriája.
„Készíttessék költői beszély, melynek hőse valamely, a nép ajkán élő történeti személy, például Mátyás király, Toldi Miklós, Kádár vitéz stb. Forma és szellem népies legyen” – így szólt a Kisfaludy Társaság pályázata, melyet végül Arany János nyert 1847-ben a Toldival.
A berettyóújfalui író, Kocsis Csaba 2001-ben kisregényt adott ki róla, Kádár vitéz útja címen.

## Emlékezete
Berettyóújfaluban utca viseli a nevét.
Bakonszeg határában található a Kádár-domb, amelyről a helyi hagyomány azt tartja: alatta nyugszik Kádár vitéz.

## Külső hivatkozások
- Juhász Katalin: Történelmünk tükröződése a folklórban Archiválva 2007. június 12-i dátummal a Wayback Machine-ben
- M. Bujdosó Györgyi – Sótonyi Péter: A borosjenői Kádár család története Archiválva 2017. október 2-i dátummal a Wayback Machine-ben
- Kádár István éneke
- Kádár István históriája 1, 1942-es székelyföldi gyűjtés
- Kádár István históriája 2, 1942-es gyűjtés
- Kádár István históriája 3, 1942-es gyűjtés